# Lee Farr
Lee Farr (* 10. April 1927 als Leon Farb in New York City; † 23. März 2017 in Woodland Hills, Kalifornien) war ein US-amerikanischer Schauspieler.

## Leben
Farr wuchs in Brooklyn auf und trat nach seinem Highschool-Abschluss der United States Navy bei. Danach studierte er Geophysik an der Penn State University. Er übte den Beruf des Geologen jedoch nur kurz aus und wandte sich stattdessen der Schauspielerei zu. 1957 hatte er seine erste Gastrolle in einer Fernsehserie, und auch sein Spielfilmdebüt, wenngleich in einer im Abspann nicht genannten Rolle, erfolgte nur wenig später. Zwischen 1958 und 1960 war er in fünf Spielfilmen zu sehen, die jedoch alle der Gattung des B-Movie zuzuordnen waren. Im Fernsehen trat er derweil in verschiedenen Westernserien wie Westlich von Santa Fé auf. 1959 erhielt er die Rolle des Detective Lt. Jim Conway in der ABC-Krimiserie Kein Fall für FBI. An der Seite von Robert Taylor wirkte er jedoch nur in der ersten von insgesamt drei Staffeln mit.
In den darauf folgenden Jahren erhielt er keine weiteren Filmrollen, war jedoch bis in die 1970er Jahre als Gaststar in Serien wie Kobra, übernehmen Sie, Notruf California und Detektiv Rockford – Anruf genügt zu sehen. In der Anwaltserie Perry Mason trat er zwischen 1961 und 1965 in fünf verschiedenen Gastrollen auf. Neben seinen Film- und Fernsehrollen spielte Farr auch Theater, in Los Angeles stand er unter anderem in Produktionen von Tod eines Handlungsreisenden und Julius Caesar auf der Bühne.
Farr war von 1949 bis 1955 mit der Schauspielerin Felicia Farr verheiratet. Aus der Ehe ging eine Tochter hervor, die später den Schauspieler Don Gordon ehelichte.

## Filmografie (Auswahl)

### Fernsehen
- 1957: Dezernat M (M Squad)
- 1958: Westlich von Santa Fé (The Rifleman)
- 1959: Josh (Wanted: Dead Or Alive)
- 1959: Have Gun – Will Travel
- 1959: Richard Diamond, Privatdetektiv (Richard Diamond, Private Detective)
- 1959–1960: Kein Fall für FBI (The Detectives)
- 1962: Am Fuß der blauen Berge (Laramie)
- 1962: Bonanza
- 1962: Surfside 6
- 1967: Invasion von der Wega (The Invaders)
- 1969: Lancer
- 1972: Kobra, übernehmen Sie (Mission: Impossible)
- 1973: Notruf California (Emergency!)
- 1978: Detektiv Rockford – Anruf genügt (The Rockford Files)

### Film
- 1958: Brückenkopf Tarawa (Tarawa Beachhead)
- 1958: Thundering Jets
- 1958: Der blonde Köder (The True Story of Lynn Stuart)
- 1959: Lone Texan
- 1960: Abrechnung in Abilene (Gunfighters of Abilene)